# Ford Territory (Китай)
Ford Territory — компактный кроссовер, выпускаемый совместным предприятием JMC-Ford с 2018 года. Ранее название Territory носил среднеразмерный кроссовер, выпускавшийся в Австралии.

## Первое поколение (CX743; 2018)
Первое поколение китайского Ford Territory было представлено в сентябре 2018 года на автосалоне в Чэнду. Продажи начались в 2019 году. В иерархии автомобиль занимает промежуток между EcoSport и Escape.
Сборка Territory началась в Наньчане. Ходовая, управляемость и NVH тестировались на испытательных полигонах Ford в Джелонге и Нанкине.
В 2020 году автомобиль прошёл рестайлинг. В то же время продажи автомобиля начались в Бразилии, Аргентине, Филиппинах, Камбодже, Лаосе, Перу, Эквадоре, Боливии, Чили и Вьетнаме.

### Технические характеристики
Territory оснащён 1,5-литровым двигателем EcoBoost 145, который по циклу Миллера развивает мощность 103 кВт (140 л. с.) и крутящий момент 225 Н⋅м. В Аргентине, Филиппинах, Камбодже, Лаосе, Чили и Вьетнаме двигатель развивает мощность 110 кВт (150 л. с.) и крутящий момент 225 Н∙м. В Китае же существует гибридная версия напряжением 48 В.

### Галерея

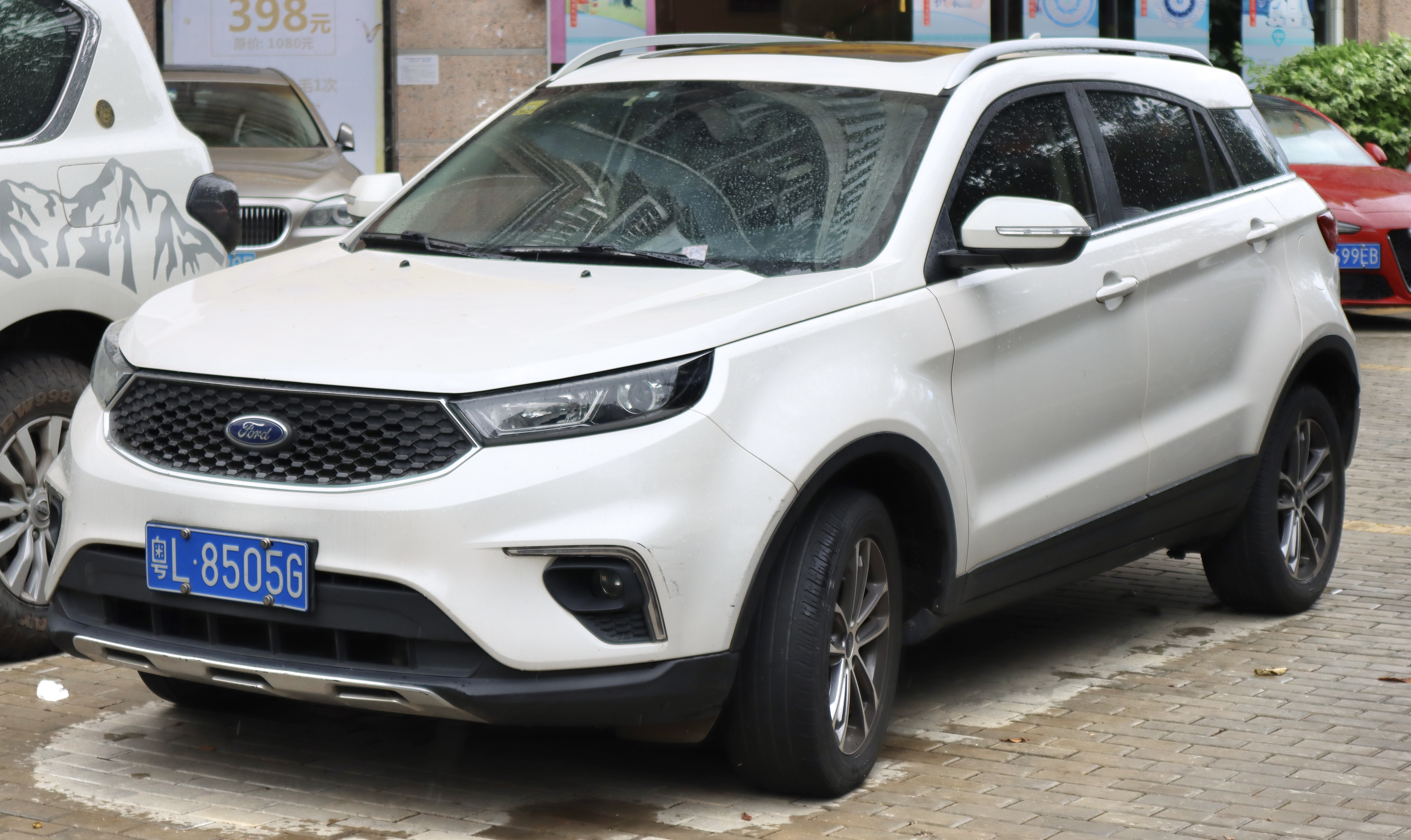
Вид спереди
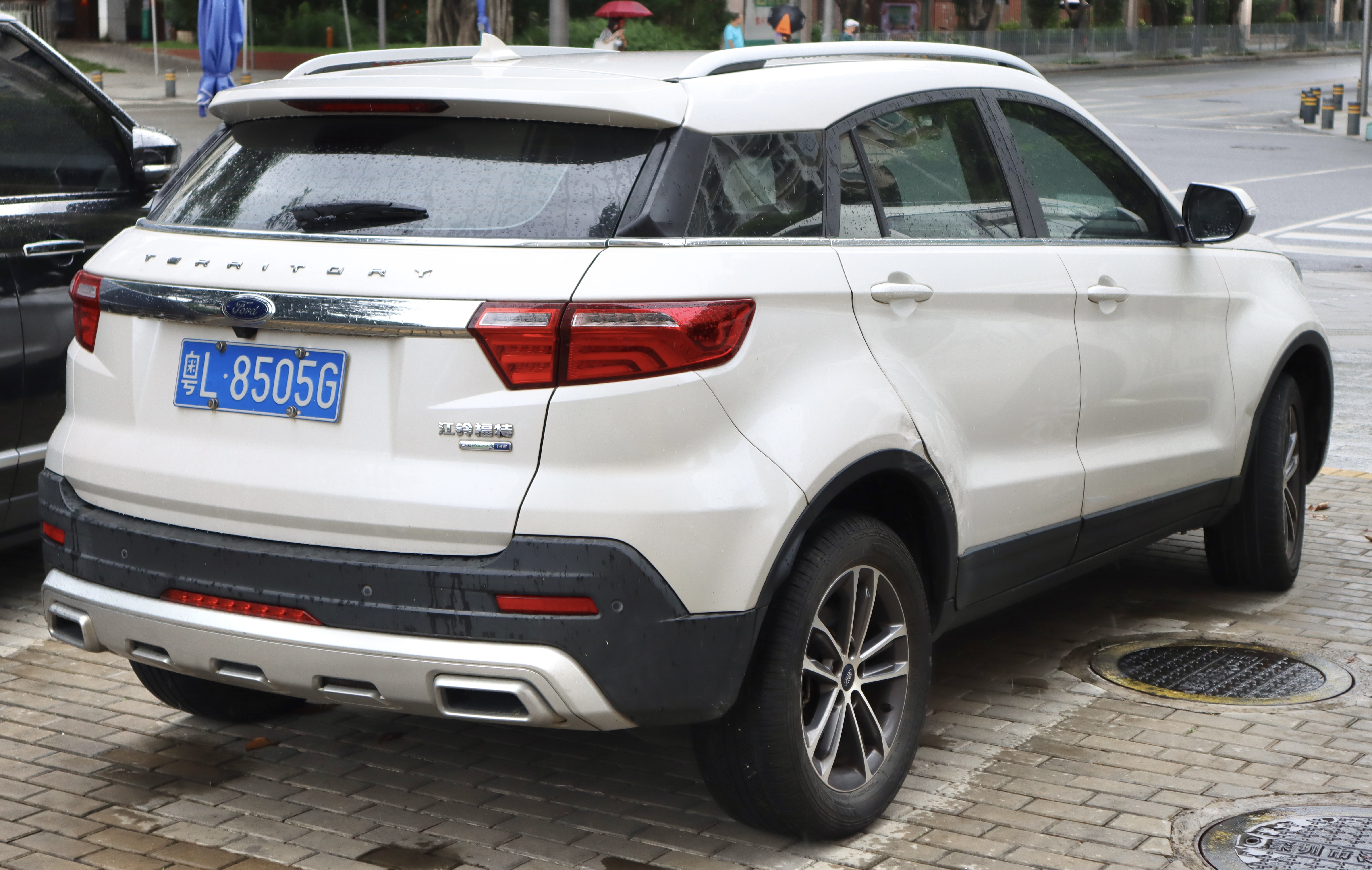
Вид сзади

### Territory EV
Электромобиль Territory EV был представлен в августе 2019 года в Китае. Он оснащён электродвигателем мощностью 120 кВт (160 л. с.) и аккумулятором ёмкостью 49,14 кВт⋅ч с запасом хода 360 км.

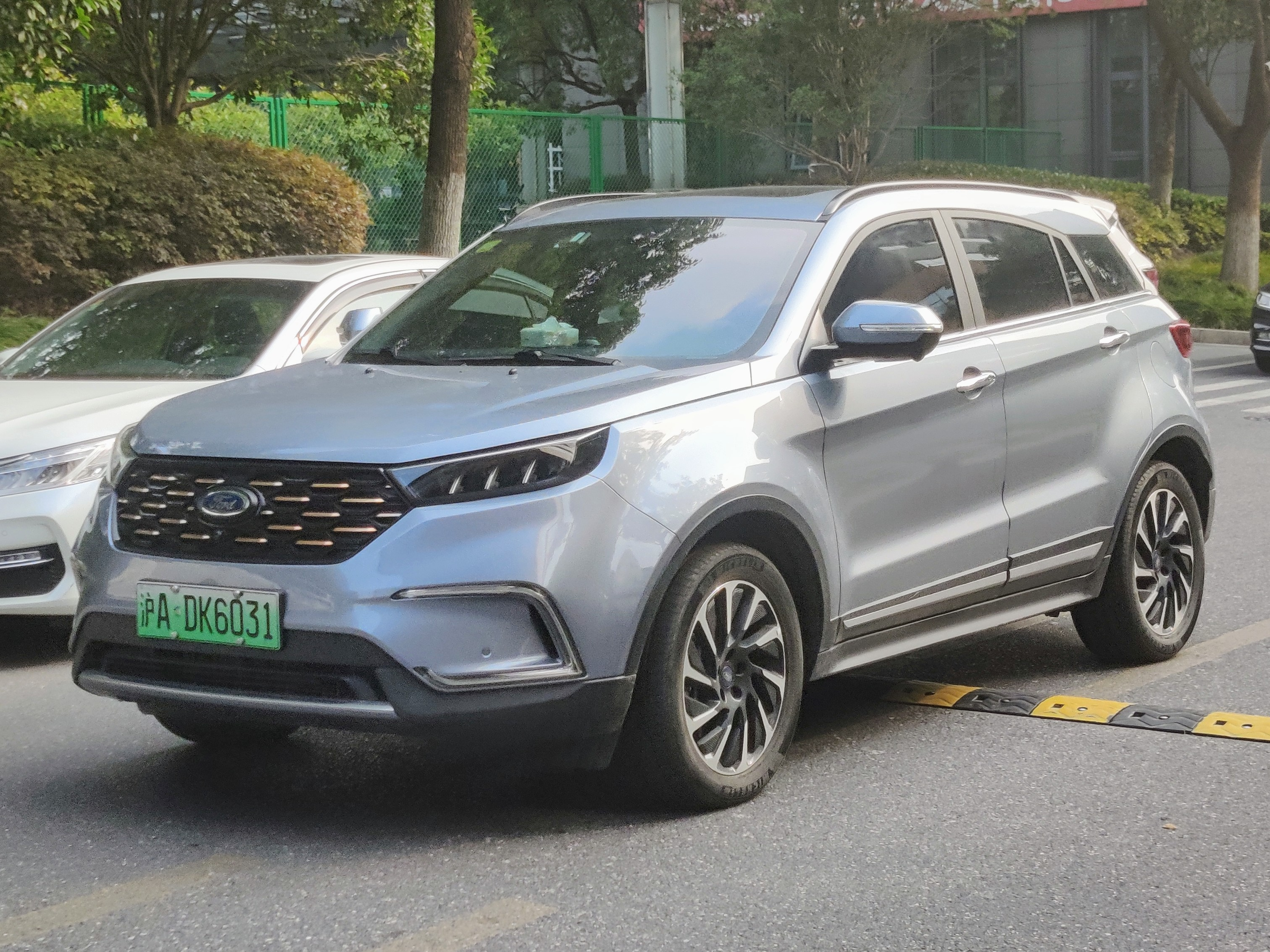
Ford Territory EV
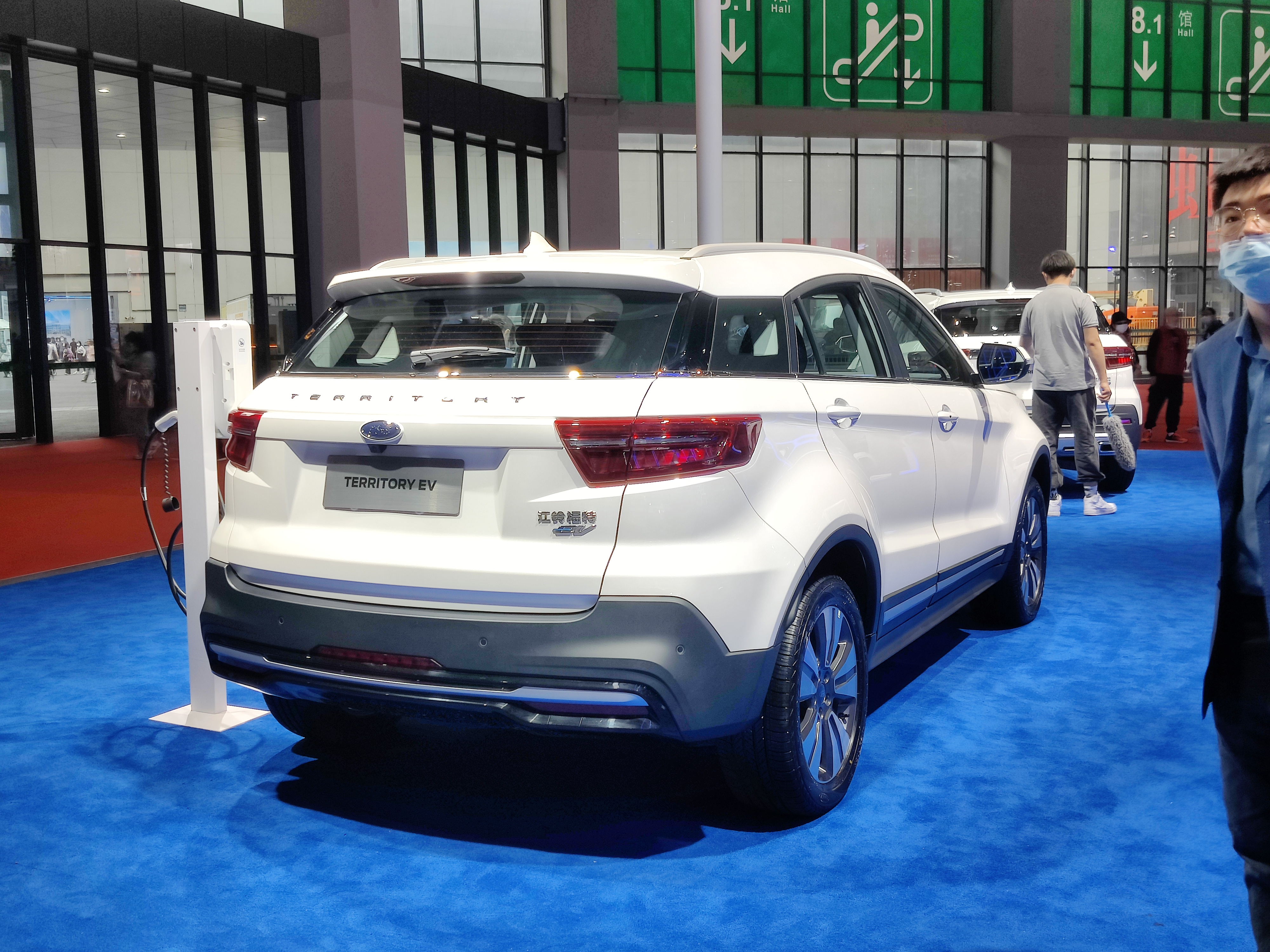
Ford Territory EV

## Второе поколение (CX743MCA; 2022)
В мае 2022 года был представлен Ford Equator Sport. Это двухрядная версия Equator, которая поставляется за пределы Китая под индексом Territory.

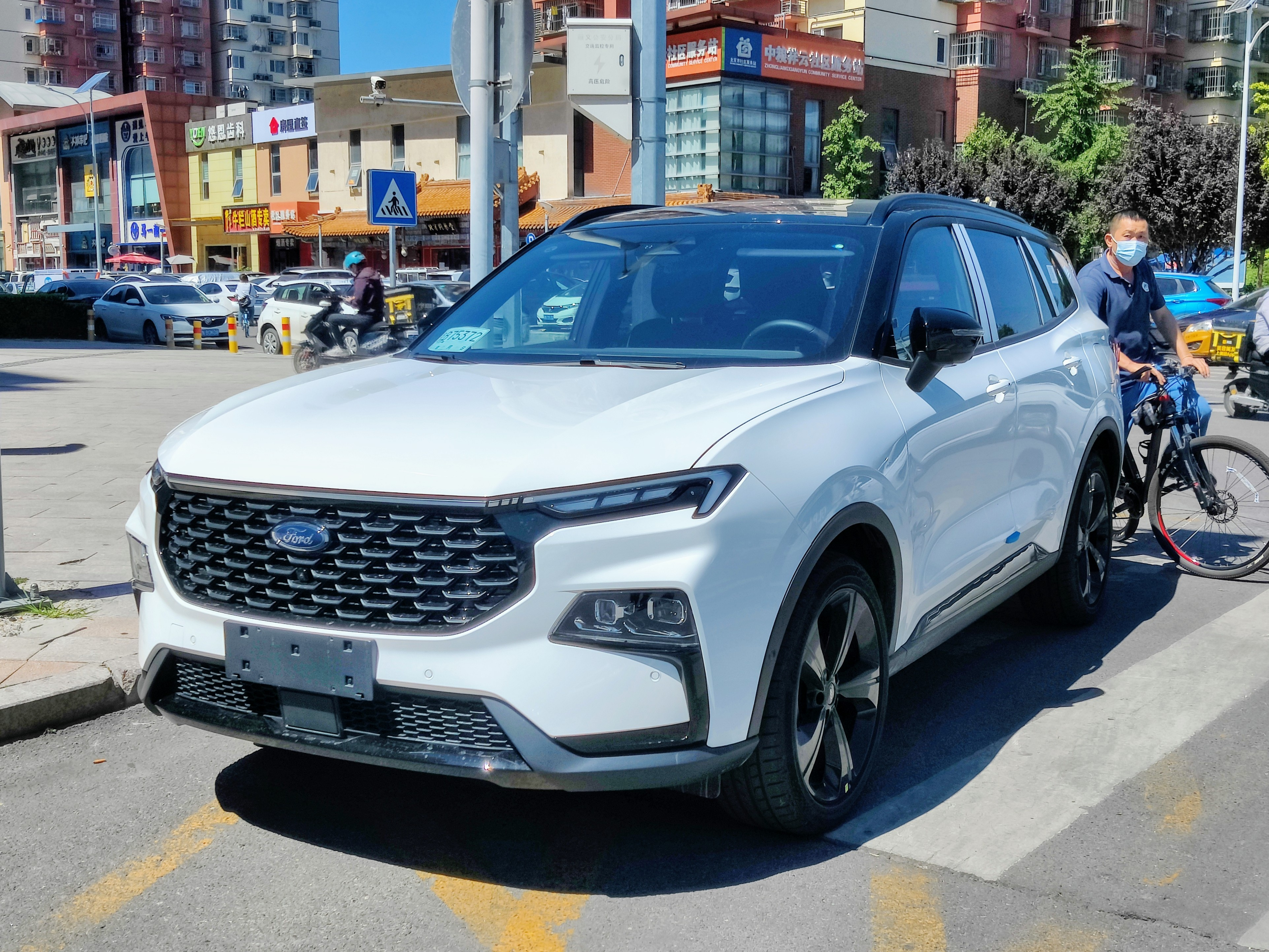
Ford Equator Sport
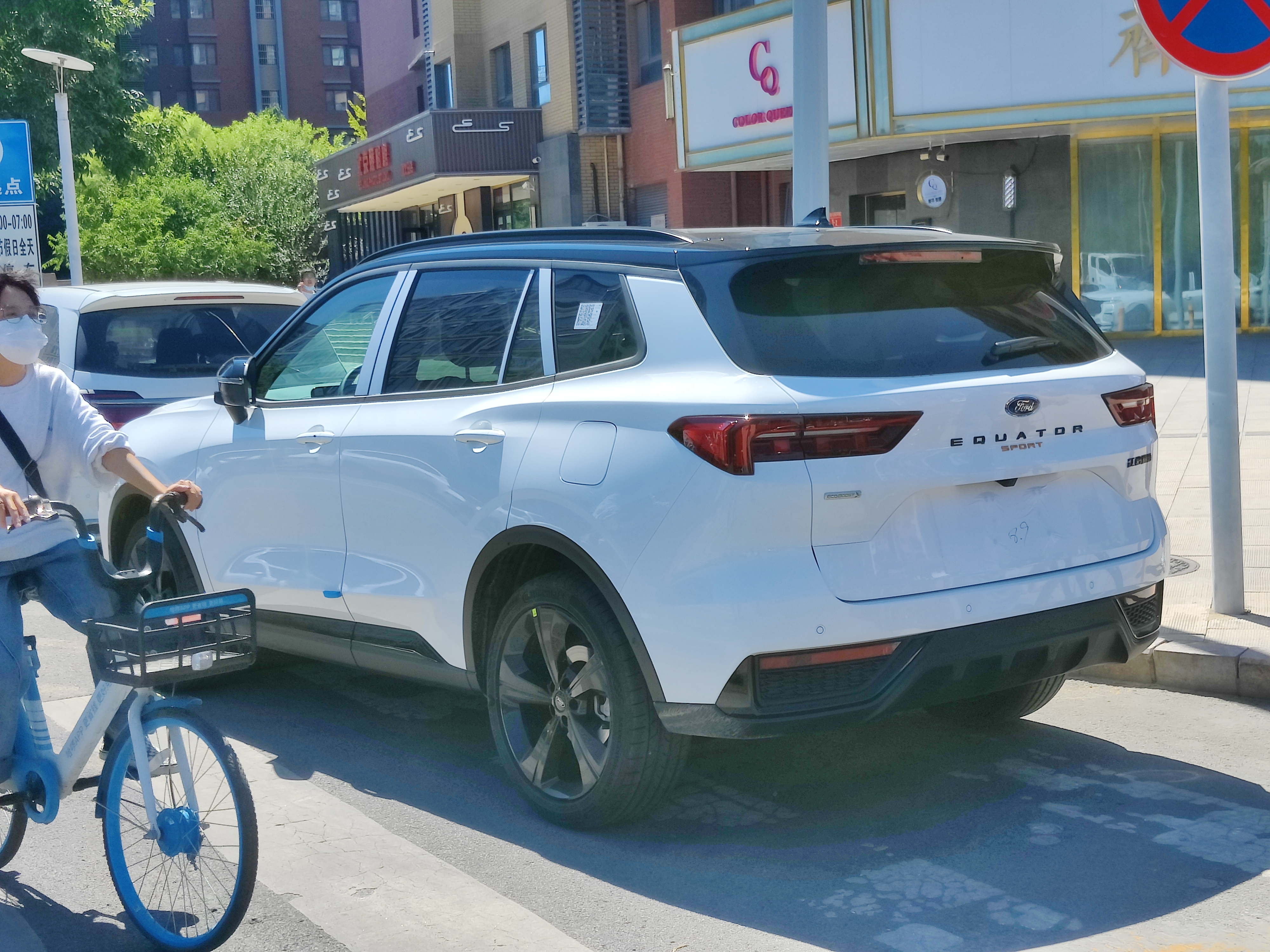
Вид сзади

### Мировые рынки

#### Мексика
В Мексике Ford Territory был представлен 5 октября 2022 года в комплектациях Ambient, Trend и Titanium.

#### Совет сотрудничества арабских государств Персидского залива
В ССАРГПЗ Ford Territory был представлен был представлен 28 октября 2022 года. Он оснащён 1,8-литровым двигателем EcoBoost, который сочетается в паре с семиступенчатой автоматической трансмиссией. Модель продаётся в комплектациях Ambient, Trend и Titanium.

#### Филиппины
Следующее поколение Territory было представлено на Филиппинах 13 апреля 2023 года в комплектациях Titanium и Titanium X.

## Продажи
| Год  | Китай  | Филиппины | Бразилия |
| ---- | ------ | --------- | -------- |
| 2019 | 47,893 |           |          |
| 2020 | 31,024 | 1,925     | 1,512    |
| 2021 | 33,835 | 6,881     | 2,232    |